# Lijst van Dancesmashes in 2023
Deze hits werden in 2023 Dancesmash op Radio 538.
| Nr.  | Bekendgemaakt op | Artiest                                                       | Titel                                 | Hoogste positie in 538 Top 50 | Aantal Weken | Aantal Punten |
| ---- | ---------------- | ------------------------------------------------------------- | ------------------------------------- | ----------------------------- | ------------ | ------------- |
| 1493 | 6 januari        | Tiësto                                                        | Lay Low                               | 7                             | 34           | 1033          |
| 1494 | 13 januari       | Chico Rose ft. Afrojack & Mougleta                            | Alone Again                           | Geen notering                 | 0            | 0             |
| 1495 | 20 januari       | Alok & James Arthur                                           | Work with My Love                     | 29                            | 13           | 195           |
| 1496 | 27 januari       | Lucas & Steve & Yves V ft. Xoro                               | After Midnight                        | 24                            | 18           | 298           |
| 1497 | 3 februari       | Armin van Buuren & Matoma ft. Teddy Swims                     | Easy to Love                          | 29                            | 14           | 197           |
| 1498 | 10 februari      | Jason Derulo & David Guetta                                   | Saturday/Sunday                       | 42                            | 6            | 34            |
| 1499 | 17 februari      | Fast Boy x Topic                                              | Forget You                            | Geen notering                 | 0            | 0             |
| 1500 | 24 februari      | D.O.D                                                         | Set Me Free                           | Geen notering                 | 0            | 0             |
| 1501 | 3 maart          | LUM!X x Alida x Gabry Ponte                                   | Forget You                            | Geen notering                 | 0            | 0             |
| 1502 | 10 maart         | Calvin Harris & Ellie Goulding                                | Miracle                               | 2                             | 28           | 1024          |
| 1503 | 17 maart         | Regard & Ella Henderson                                       | No Sleep                              | Geen notering                 | 0            | 0             |
| 1504 | 24 maart         | Dimitri Vegas & Like Mike x Ne-Yo x Danna Paola               | Mexico                                | Geen notering                 | 0            | 0             |
| 1505 | 31 maart         | Purple Disco Machine & Kungs                                  | Substitution                          | 5                             | 27           | 823           |
| 1506 | 7 april          | David Guetta, Anne-Marie & Coi Leray                          | Baby Don't Hurt Me                    | 4                             | 22           | 746           |
| 1507 | 14 april         | Armin van Buuren & Punctual ft. Alika                         | On & On                               | Geen notering                 | 0            | 0             |
| 1508 | 21 april         | Marshmello & Farruko                                          | Esta vida                             | 3                             | 25           | 767           |
| 1509 | 28 april         | Tiësto                                                        | All Nighter                           | Geen notering                 | 0            | 0             |
| 1510 | 5 mei            | Julian Cross ft. Afrojack                                     | All I Need                            | Geen notering                 | 0            | 0             |
| 1511 | 12 mei           | Kris Kross Amsterdam x Sofía Reyes x Tinie Tempah             | How You Samba                         | 1(1wk)                        | 26           | 896           |
| 1512 | 19 mei           | Sofi Tukker x Sunnery James & Ryan Marciano                   | Trompa                                | Geen notering                 | 0            | 0             |
| 1513 | 26 mei           | R3hab, Inna & Sash!                                           | Rock My Body                          | 12                            | 18           | 442           |
| 1514 | 2 juni           | Martin Garrix & Sentinel ft. Bonn                             | Hurricane                             | Geen notering                 | 0            | 0             |
| 1515 | 9 juni           | Nathan Dawe, Joel Corry & Ella Henderson                      | 0800 Heaven                           | 2                             | 27           | 805           |
| 1516 | 16 juni          | Afrojack & Theresa Rex                                        | Let Me Go                             | Geen notering                 | 0            | 0             |
| 1517 | 23 juni          | Peggy Gou                                                     | (It Goes Like) Nanana                 | 1(4wk)                        | 21           | 700           |
| 1518 | 30 juni          | Tiësto                                                        | Drifting                              | 12                            | 15           | 372           |
| 1519 | 7 juli           | Hardwell & Azteck ft. Alex Hepburn                            | Anybody Out There                     | Geen notering                 | 0            | 0             |
| 1520 | 14 juli          | D.O.D                                                         | So Much in Love                       | Geen notering                 | 0            | 0             |
| 1521 | 21 juli          | Alan Walker & Zak Abel                                        | Endless Summer                        | Geen notering                 | 0            | 0             |
| 1522 | 28 juli          | Dimitri Vegas & Like Mike x David Guetta x Afro Bros ft. Akon | She Knows                             | 5                             | 24           | 657           |
| 1523 | 4 augustus       | Bebe Rexha x David Guetta                                     | One in a Million                      | 11                            | 27           | 710           |
| 1524 | 11 augustus      | Troye Sivan                                                   | Rush                                  | 21                            | 10           | 188           |
| 1525 | 18 augustus      | Lucas & Steve x Philip Strand                                 | Best of Me                            | Geen notering                 | 0            | 0             |
| 1526 | 25 augustus      | La Fuente                                                     | Lights Out                            | 45                            | 4            | 14            |
| 1527 | 1 september      | Joel Corry, MK & Rita Ora                                     | Drinkin'                              | Geen notering                 | 0            | 0             |
| 1528 | 8 september      | Tiësto ft. 21 Savage & BIA                                    | Both                                  | 37                            | 8            | 63            |
| 1529 | 15 september     | Fast Boy                                                      | Good Life                             | Geen notering                 | 0            | 0             |
| 1530 | 22 september     | Martin Garrix & Lloyiso                                       | Real Love                             | 33                            | 9            | 99            |
| 1531 | 29 september     | Tujamo x Azteck x Inna                                        | Freak                                 | 40                            | 5            | 36            |
| 1532 | 6 oktober        | Lucas & Steve ft. Conor Byrne                                 | What We Know                          | Geen notering                 | 0            | 0             |
| 1533 | 13 oktober       | James Hype ft. Kim Petras                                     | Drums                                 | 34                            | 9            | 99            |
| 1534 | 20 oktober       | Ofenbach ft. Norma Jean Martine                               | Overdrive                             | 2                             | 31           | 1132          |
| 1535 | 27 oktober       | Nathan Dawe x Bebe Rexha                                      | Heart Still Beating                   | 22                            | 17           | 287           |
| 1536 | 3 november       | Jax Jones, D.O.D & Ina Wroldsen                               | Won't Forget You                      | Geen notering                 | 0            | 0             |
| 1537 | 10 november      | David Guetta & Kim Petras                                     | When We Were Young (The Logical Song) | 4                             | 25           | 826           |
| 1538 | 17 november      | Julian Cross                                                  | Runaway                               | Geen notering                 | 0            | 0             |
| 1539 | 24 november      | Tiësto, Tears for Fears, Niiko x Swae & GUDFELLA              | Rule the World (Everybody)            | Geen notering                 | 0            | 0             |
| 1540 | 1 december       | Brennan Heart & Trevor Guthrie                                | Lose You Tonight                      | Geen notering                 | 0            | 0             |
| 1541 | 8 december       | Diplo & Maren Morris                                          | 42                                    | Geen notering                 | 0            | 0             |
| 1542 | 15 december      | Sera x YouNotUs                                               | I Can't Be the Only One               | 19                            | 16           | 392           |
| 1543 | 22 december      | Dimitri Vegas & Like Mike x Tiësto x W&W x Dido               | Thank You (Not So Bad)                | 21                            | 17           | 363           |
| 1544 | 29 december      | Lost Frequencies & Bastille                                   | Head Down                             | 7                             | 29           | 895           |

1994 ·
1995 ·
1996 ·
1997 ·
1998 ·
1999 ·
2000 ·
2001 ·
2002 ·
2003 ·
2004 ·
2005 ·
2006 ·
2007 ·
2008 ·
2009 ·
2010 ·
2011 ·
2012 ·
2013 ·
2014 ·
2015 ·
2016 ·
2017 ·
2018 ·
2019 ·
2020 ·
2021 ·
2022 ·
2023 ·
2024 ·
2025